# Anarchismo collettivista

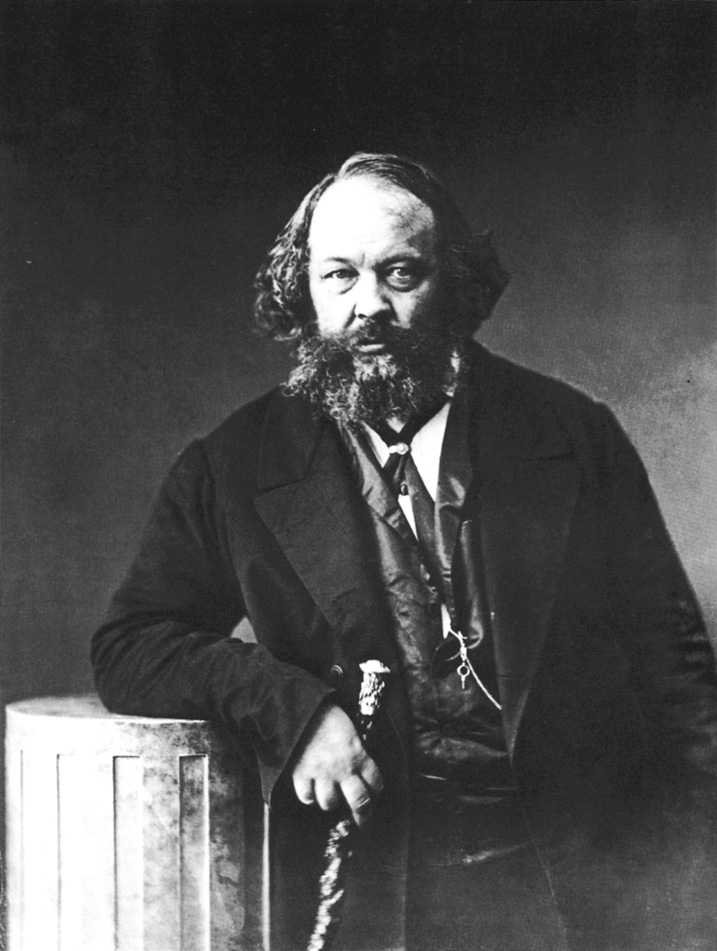
Michail Bakunin, il fondatore della scuola di pensiero anarchico collettivista.

L'anarchismo collettivista, chiamato anche collettivismo anarchico e anarco-collettivismo, è una dottrina socialista rivoluzionaria e una scuola di pensiero anarchico che sostiene l'abolizione della proprietà statale e privata dei mezzi di produzione e immagina al suo posto la proprietà collettiva degli stessi, controllata e autogestita dagli stessi produttori e lavoratori. Nonostante il nome, l'anarchismo collettivista è visto come una miscela di individualismo e collettivismo.
Per la collettivizzazione dei mezzi di produzione, l'anarco-collettivismo in origine immaginava che i lavoratori si ribellassero e collettivizzassero i mezzi di produzione con la forza  Una volta che avesse avuto luogo la collettivizzazione, il denaro sarebbe stato abolito e sostituito con crediti di lavoro e gli stipendi dei lavoratori sarebbero determinati in organizzazioni democratiche a partecipazione volontaria basandosi sulla difficoltà del lavoro e la quantità di tempo da essi contribuita alla produzione. Questi stipendi sarebbero poi usati per acquistare beni in un mercato comunitario.
L'anarchismo collettivista è in contrapposizione con l'anarco-comunismo, secondo il quale i salari andrebbero aboliti e gli individui dovrebbero prendere i beni liberamente da un magazzino secondo il detto "a ciascuno secondo il suo bisogno". È più comunemente associato a Michail Bakunin, alle sezioni antiautoritarie dell'Associazione Internazionale dei Lavoratori e al primo movimento anarchico spagnolo.
L'anarchismo collettivista fu la tendenza dominante dell'anarchismo nel XIX secolo fino a quando l'anarco-comunismo lo soppiantò. Come parte della tradizione anarchica sociale, l'anarchismo collettivista crede che "gli esseri umani sono animali umani, più adatti a lavorare insieme per il bene comune che a lottare per l'interesse personale individuale", sostenendo il mutuo soccorso. Mentre gli anarchici individualisti sostengono una forma socialista libertaria di anarchismo di libero mercato e supportano i diritti di proprietà mutualistici, vedendo gli interventi statali come distorsivi della libera concorrenza, gli anarchici collettivisti vedono tali interventi come "mero sostegno" per un "sistema di sfruttamento di classe", dando al capitalismo "un volto umano". Tuttavia, nonostante questa critica, gli anarchici sociali, compresi gli anarchici collettivisti, continuano a considerare gli anarchici individualisti come socialisti a causa della loro opposizione al profitto capitalista, all'interesse e all'affitto assente.